# قط عربي
القط العربي هي سلالة من القطط نشأت في الصحراء وهي قصيرة الشعر وموطنها الأصلي هو صحراء شبه الجزيرة العربية وتعيش القطط العربية حاليًا في الشوارع وقد تكيفت بشكل جيد للغاية مع المناخ القاسي ولقد تم الاعتراف بأن القط العربي سلالة رسمية من قبل العديد وهم منظمة مربي الحيوانات ومنظمة تسجيل القطط واتحاد القط العالمي (WCF) واتحاد الإمارات للقطط (EFF) واستنادا للسلالات البرية فالقط العربي سلالة طبيعية لم تتعرض للتهجين.
يبدو القط العربي متوسط الحجم بهيكل جسم كبير الحجم، غير مرهف بشكل خاص، ومع عضلات متطورة بشكل جيد، والأرجل تبدو طويلة نسبيًا مع الكفوف البيضاوية يبدو الرأس مستديرًا ولكنه أطول قليلًا 

## التاريخ
القط العربي من الثدييات الأصيلة لشبه الجزيرة العربية وتعيش في عدة دول مثل السعودية، قطر، عُمان والإمارات العربية المتحدة، لما يزيد عن ألف عام،  القط العربي ايضًا متكيف بشكل جيد مع بيئة الجزيرة العربية الساخنة جدًا.

## الطباع
عمومًا فإن القط العربي لديه مزاج محبوب جدًا ومن الميزات الرئيسية لهذا القط هو التفاني والمحبة والمودة، وهذا القط يكون دائمًا رفيقًا موثوقًا للفرد، ويتقارب القط العربي بشكل جيد مع الأطفال الأكبر سنًا والحيوانات الأخرى هذه القطط أنيقة وترعى أنفسها بشكل جيد للغاية. القط العربي هي قطط صوتية والتي تحب التحدث إلى الإنسان، القط العربي لديه صوت مواء عالِ جدًا والتي يمكن أن تأتي أحيانا كإلحاح.
تكيفت القطط العربية لحياة الصحراء، وكانت تبحث عن الطعام بأنفسها. ربما لهذا السبب ليس من الصعب إرضاءها بالطعام ويبدو أنها تحب الأكل. إنها تحب اللعب، مما يجعل هذا الصنف نشط جدا وفضولي. إنهم صيادون جيدون وسريعون ورشيقون. القطط التي يسمح لها بالخروج في الهواء الطلق سوف تصطاد بسهولة الفريسة وتعيدها إلى المنزل. هذه القطط تقفز بسهولة وتقفز لارتفاع عالِ. القطط الطليقة تحب المشي حول مناطقها ومنازلها. القط العربي هي سلالة مدافعة عن مناطقها بشكل كبير جدًا. دائمًا ما يحرس الذكور أراضيهم من الذكور الأخرى.

## الصحة
إن تكاثر الماو العربية يتمتع بصحة جيدة بشكل عام، لأنه سلالة طبيعية. تولد القطط قوية وصحية، لأن القطط لديها جهاز مناعة جيد. كل من القطط الأصيلة والقطط ذات السلالات المختلطة لها اختلافات في حالات المشاكل الصحية التي قد تكون وراثية في طبيعتها.

### الإستمالة أو الإستدراج
الاستمالة أمر سهل للغاية، لأن القطط العربية لا تحتوي على فرو طويل. لذا التنظيف بالفرشاة سوف يزيل الشعر الميت وسيتكثف اللمعان الجميل للفرو.

## مقياس القط العربي

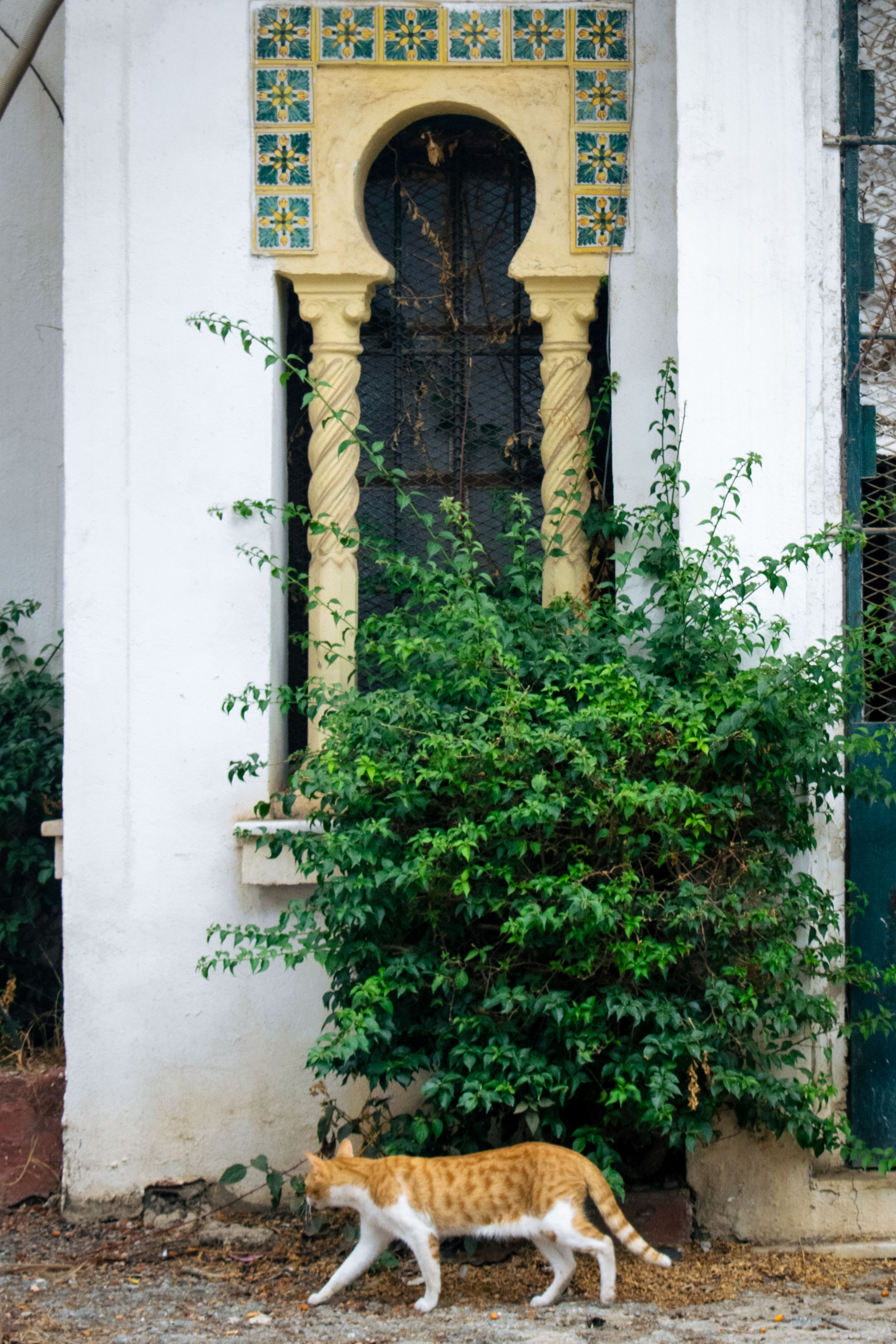
قط عربي من شمال إفريقيا.

الإناث متوسطة الحجم وأنيقة ؛ ومع ذلك، يمكن أن يكون الذكور أكبر من ذلك بكثير. لديهم أجسام عضلية بالرغم من أن الأنثى تبدو أصغر قليلا. أرجلهم طويلة مع الكفوف البيضاوية تماما. لديهم آذان كبيرة. الذيل ذو طول متوسط مع تناقص نحو الطرف. يبدو الرأس مستديرًا، ولكنه أطول بقليل من نطاق واسع مع حشوات شارب واضحة المعالم. آذان كبيرة وجيدة. عيونهم بيضاوية ومطابقة للون الفرو. الفراء قصير، بالإضافة إلى أنه قريب من الجسم. يجب أن لا يكون الفرو حريريًا. يمكن أن تكون الألوان مختلفة ولكن الأكثر تمييزًا هي الأحمر والأبيض والأسود والبني.
القط العربي هي سلالة طبيعية، لذلك يجب أن تعكس الخصائص التشكلية والسلوكية للقطط التي تعيش في شبه الجزيرة العربية. وقد تم صياغة المعيار على الملاحظة ووصف الخصائص الفيزيائية، التي تم العثور عليها في القطط من هذه المنطقة، والتي تنطلق من الشرق الأوسط. تمت الموافقة على قطط الماو العربية من قبل اتحاد القط العالمي (WCF) خلال الاجتماع العام السنوي الذي عقد في 2 و 3 أغسطس 2008 ، في ألمانيا. يمكن للقطط العربية المشاركة في العروض الدولية منذ 1 يناير 2009.